# Katsuragi, Wakayama
Katsuragi (japanska: かつらぎ町?, Katsuragi-chō) är en landskommun (köping) i Wakayama prefektur i Japan. 